# Paul McGillion
Paul McGillion (ur. 5 stycznia 1969 roku w Paisley, w Szkocji) – brytyjski aktor telewizyjny, filmowy i teatralny.
Urodzony w Paisley, w Szkocji, jest szóstym z siedmiorga dzieci. Kiedy ukończył dwa lata, jego rodzina przeprowadziła się do Kanady. Gdy miał jedenaście lat rodzina przeniosła się z powrotem do Szkocji na trzy lata, jego ojciec pracował na platformach wiertniczych Szetlandów.
Wystąpił w serialach FOX: Sliders (1996), Z Archiwum X (The X-Files, 1994, 1997) oraz Showtime Gwiezdne wrota (Stargate SG-1, 1997) jako młody Ernest Littlefield i Warner Bros. Tajemnice Smallville (Smallville, 2003) jako sługu Lexa. W latach 1998–99 był wykładowcą w Vancouver Film School. W 2004 roku otrzymał rolę szkockiego lekarza Carsona Becketta w serialu Stargate: Atlantis. W 2015 wystąpił w filmie Kraina jutra.